# Pound for pound
Pound for pound er et begreb, der anvendes i kampsportsgrene som boksning eller MMA til at beskrive en kæmpers værdi i forhold til kæmpere fra forskellige vægtklasser. Da disse kæmpere ikke konkurrerer direkte, er det at dømme den bedste kæmper pound for pound subjektivt, og rangeringerne varierer. De kan være baseret på en række kriterier, herunder "kvaliteten af opposition", faktorer såsom hvor spændende kæmperen er, eller hvor berømt de er, eller være et forsøg på at afgøre, hvem der ville vinde, hvis alle dem der er rangeret var samme størrelse. I boksning blev begrebet historisk forbundet med kæmpere som Benny Leonard og Sugar Ray Robinson, der var bredt anset for at være de dygtigste kæmpere i deres tid. Siden 1990 har Ring Magazine opretholdt en pund for pund rangering af kæmpere. ESPN.com har en liste over MMA-kæmpere. 